# Histrionisk personlighetsstörning
Histrionisk personlighetsstörning, förkortat HPD, är en personlighetsstörning som skiljer sig från andra sådana störningar genom att personen har problem med omgivningen för att vederbörande är överteatralisk, sexuellt utmanande och överdrivet mån om att tilldra sig andras uppmärksamhet. Det kallas också ”hysterisk och psykoinfantil personlighetsstörning”.
Människor kan ha histrioniska drag utan att det föreligger en personlighetsstörning. Det kan också ingå som symtom på annan psykisk störning, däribland (sällan) depression och somatoforma störningar.
Både män och kvinnor kan ha denna personlighetsstörning, men det är avsevärt många fler kvinnor som får diagnosen. Störningen uppfattas av många vara den kvinnliga varianten av psykopati, där antisocial personlighetsstörning är den manliga. Andra sätter i stället narcissistisk personlighetsstörning som den manliga motsvarigheten. Sådana påståenden – samt diagnosvalen för sig – kritiseras stundom för att ha ett könsbias, där det sexuellt utlevande beteendet betraktas som en störning hos kvinnor och bortses från hos män, sedan en personlighetsstörning har kunnat konstateras. Det finns ett samband med hög status och välstånd och är en av de personlighetsstörningar som i lägst grad försämrar livsutsikterna.

## Orsaksförklaringar
Det råder stor osäkerhet vad som orsakar histrionisk personlighetsstörning. Förklaringsmodellerna utgår från relationen till föräldrar med separationer som avgörande faktor, från genetik, eller från försvarsmekanismer vilka i dessa fall i så fall skulle ha blivit maladaptiva.

## Diagnosticering
Det är svårt att ställa personlighetsstörningsdiagnoser, så även med denna. Beteendet som kännetecknar histrionisk personlighetsstörning kan ha andra orsaker. Till detta kommer att störningen i fråga kan uppkomma med andra psykiska störningar, även andra personlighetsstörningar.

### ICD-10
För att diagnosen histrionisk personlighetsstörning ska ställas enligt ICD-10 krävs först att personen uppfyller de allmänna kriterierna för personlighetsstörningar. Detta innebär att personen uppvisar ett beteende och inre som skiljer sig stort från normen. Personen har problem inom fler än ett av följande områden: kognition; affektivitet; impuls- och behovskontroll; medmänsklighet och hantering av relationer och sociala situationer. Förutom att ha problem inom fler än två av tidigare nämnda områden behöver personens problem visa sig i en rad olika situationer; problemen skapar lidande för personen själv eller för omgivningen; problemen är långvariga, stabila och börjar oftast i unga år; problemen kan inte förklaras av någon annan störning, sjukdom, skada eller dysfunktion i hjärnan.
För diagnos kräver ICD-10 att personen uppfyller minst 4 av följande punkter:
1. Uppvisar ett teatraliskt, överdramatiserande beteende, eller uttrycker sina känslor på ett överdrivet sätt
2. Lättpåverkad
3. Känslolivet är instabilt och platt
4. Söker ständigt uppmärksamhet och spänningsfyllda situationer
5. Klär, uttrycker eller beter sig på ett överdrivet förföriskt sätt
6. Bryr sig oproportionerligt mycket om utseende

Förutom dessa punkter nämner ICD-10 att dessa personer även kan bete sig manipulativt, vara överkänsliga, visa liten eller ingen hänsyn till andra, ha ett starkt bekräftelsebehov samt vara överdrivet intresserade av och hängivna sig själva. Dessa karaktärsdrag är dock inte ett krav för att diagnosen ska ställas.
Dessa kriterier kan ta sig flera för personen egenartade uttryck. De överdriva känslouttrycken kan t.ex. yttra sig som tomma hot om självmord.

### DSM-5
DSM-5 nämner 8 drag, varav minst fem av dessa punkter måste uppfyllas för att diagnosen ska ställas enligt DSM:
1. Känner sig obekväm när personen i fråga inte får uppmärksamhet
2. Tendens till opassande sexuellt eller provokativt beteende när personen interagerar med andra
3. Instabilt känsloliv och ytliga känslouttryck
4. Överdriven användning av sitt eget utseende för att locka till sig uppmärksamhet
5. Talar överdrivet dramatiskt och detaljlöst
6. Överdriver sina känslouttryck, uppvisar ofta ett teatraliskt och överdramatiserande beteende
7. Lättpåverkad
8. Missuppfattar ofta icke-intima relationer som intima

## Differentialdiagnoser
DSM-5 nämner att vissa drag kan överensstämma med andra personlighetsstörningar och måste därför uteslutas om personen inte visas lida av flera personlighetsstörningar. Det måste även uteslutas att personens problem inte beror på något annat medicinskt tillstånd, eller till följd av missbruk av alkohol/droger/andra substanser. Exempelvis visade en studie från 2009 att ett långvarigt missbruk av anabola steroider kan leda till att en person utvecklar histrioniska drag (men även antisociala och narcissistiska drag).

## Utseende, självkänsla och sexualitet
Beteendet till trots har kvinnor med histrionisk störning ofta låg självkänsla. De är sällan lika sexuellt tillgängliga som de ger sken av, och de har ofta problem att njuta av sexuellt umgänge. I övrigt liknar störningen sexuell narcissism, och personerna värderar ofta sin egen sexighet mycket högt.

## Komorbiditet
Personer med histrionisk personlighetsstörning har oftare än övriga befolkningen somatoforma störningar, konversionssyndrom och djup depression. Borderline personlighetsstörning, narcissistisk personlighetsstörning, antisocial personlighetsstörning och osjälvständig personlighetsstörning är också vanliga hos histrioniska personer.
En studie gjord 1997 där 36 personer med hypersexuell störning intervjuades, var frekvensen av histrionisk personlighetsstörning större bland dessa än bland den allmänna befolkningen.
2013 gjordes en sammanställning av resultat från flera studier på komorbiditeten mellan ätstörningar och diverse personlighetsstörningar, studiernas urvalsgrupp var personer med ätstörningar och vissa studier fokuserade på specifika ätstörningar. I sammanställningen av studiernas resultat fanns histrionisk personlighetsstörning hos 8,4 procent med hetsätningsstörning (36 av 429 personer), 1,4 procent med en ”självbegränsande” form av anorexia nervosa (2 av 141 personer) och 20,3 procent med bulimi (226 av 1115).
I en studie gjord 1999 där komorbiditeten mellan internetberoende och personlighetsstörningar undersöktes, hade 3 av 21 personer (14 procent) som led av internetberoende histrionisk personlighetsstörning.

## Prevalens
2001–2002 uppmättes prevalensen i USA till 1,84 procent.